# 高橋睦郎
高橋 睦郎（たかはし むつお、1937年12月15日 - ）は、日本の詩人・歌人・俳人。日本芸術院会員、文化功労者、文化勲章受章者。

## 経歴
福岡県八幡市（現北九州市）生まれ。貧しい母子家庭に育ち、新聞配達と奨学金で福岡県立門司東高等学校に学ぶ。高卒後は就職を希望していたが母子家庭ゆえに就職試験で落とされ、家庭教師のアルバイトをしつつ福岡教育大学教育学部国語科に学ぶ。大学卒業半年前に肺結核と診断され、生活保護を受けて結核療養所に入り、2年間の療養生活を送る。1961年に快癒して療養所を出たが、結核歴のために教員への道を閉ざされる。大学卒業後、1962年上京し、日本デザインセンターにアルバイトで雇われ、1966年にはサン・アドに移る。以後、40歳代半ばまでコピーライターとして広告会社に勤務。
中学時代から「毎日中学生新聞」に作文・詩・短歌・俳句を投稿。在学中、処女詩集『ミノ・あたしの雄牛』を自費出版。また、『現代詩手帖』に作品を投稿し、採用される。1974年、学生時代の俳句をまとめた句集『舊句帖』の出版を機に安東次男に師事。現代詩も短歌・俳句の伝統詩も同じく詩であるという立場から各ジャンルを平行して制作。「非個性の詩、普遍的な詩」を志し、作風は端正かつ放胆。伝統詩においては定型を守りつつ、時代を超えた悠然とした詩作を試みる。詩のみならず、オペラ、新作能などの分野で精力的に芸術活動を続ける。詩の朗読でも知られる。
西洋古典文学にも深く関わり、ギリシャ悲劇「王女メディア」「オイディプス王」の蜷川幸雄演出の上演台本を作成した。
2017年、文化功労者、日本芸術院会員に選出。
2024年、文化勲章受章。

## 受賞・栄典
- 1982年『王国の構造』で藤村記念歴程賞
- 1988年『稽古飲食』で読売文学賞
- 1988年『兎の庭』で高見順賞
- 1993年『旅の絵』で現代詩花椿賞
- 1996年『姉の島』で詩歌文学館賞
- 2000年 紫綬褒章[7]
- 2007年 織部賞
- 2007年『遊行』で日本詩歌句協会賞
- 2010年『永遠まで』で現代詩人賞
- 2012年 旭日小綬章[8][7]
- 2014年『和音羅読―詩人が読むラテン文学』で鮎川信夫賞詩論集部門
- 2015年『稽古飲食』などの業績で現代俳句大賞
- 2017年『十年』で蛇笏賞、俳句四季大賞
- 2017年 文化功労者[7]
- 2022年 毎日芸術賞
- 2024年 文化勲章[9]

## 著作
- 『ミノ・あたしの雄牛』砂漠詩人集団・私家版 1959
- 『がらすのお城』降旗美術印刷 1963
- 『薔薇の木　にせの恋人たち』現代詩工房 1964
- 『眠りと犯しと落下と』草月アートセンター　1965
- 『愛の教室』新書館 1965
- 『汚れたる者はさらに汚れたることをなせ』思潮社 1966
- 『17のこもりうた』新光美術 1966
- 『高橋睦郎詩集』思潮社〈現代詩文庫〉 1969
- 『十二の遠景』中央公論社 1970
- 『頌 ほめうた』思潮社 1971
- 『暦の王』思潮社 1972
- 『日本芸能独断 附戯曲「美しかりしわれらがヘレン」』大和書房 1972
- 『聖三角形』新潮社 1972
- 『動詞 1』思潮社 1974
- 『語り手と聞き手ともうひとり』女子パウロ会 1974
- 『善の遍歴』新潮社 1974
- 『私』書肆林檎屋 1975
- 『詩から無限に遠く』思潮社 1977
- 『詩人の血』小沢書店 1977
- 『荒童抄』書肆林檎屋 1977
- 『球体の息子』小沢書店 1978
- 『男の解剖学』角川書店 1978
- 『地獄を読む』駸々堂出版 1978
- 『風にいろをぬりたいな』偕成社 1978
- 『動詞 2』思潮社 1978
- 『聖という場』小沢書店 1978
- 『言葉の王国へ』小沢書店 1979
- 『新選 高橋睦郎詩集』思潮社〈新選現代詩文庫〉 1980
- 『王国の構造』小沢書店 1982
- 『鍵束』書肆山田 1982
- 『花遊び』小沢書店 1984
- 『分光器』思潮社 1985
- 『兎の庭』書肆山田 1987
- 『稽古飲食』私家版 1987 不識書院 1988
- 『恋のヒント』小沢書店 1989
- 『詩人の食卓』平凡社 1990
- 『鷹井』筑摩書房 1991
- 『球体の神話学』河出書房新社 1991
- 『爾比麻久良』思潮社 1992
- 『青春を読む 日本の近代詩二十七人』小沢書店 1992
  - 『日本の近代詩を読む』平凡社ライブラリー 2025
- 『旅の絵』書肆山田 1992
- 『私自身のための俳句入門』新潮選書 1992
- 『友達の作り方 高橋睦郎のfriends index』マガジンハウス 1993
- 『加賀百景』筑摩書房 1993
- 『金沢百句』筑摩書房 1993
- 『詩人の買物帖』平凡社 1993
- 『遠い帆 オペラ支倉常長』小沢書店 1995
- 『姉の島 宗像神話による家族史の試み』集英社 1995
- 『旅の身仕度』創樹社 1995
- 『続・高橋睦郎詩集』思潮社〈現代詩文庫〉　1995
- 『読みなおし日本文学史 歌の漂泊』岩波新書 1998
- 『この世あるいは箱の人』思潮社 1998
- 『百人一句 俳句とは何か』中公新書 1999
- 『日本二十六聖人殉教者への連祷』すえもりブックス 1999
- 『柵の向こう』不識書院 2000
- 『花行』ふらんす堂文庫 2000
- 『倣古抄』邑心文庫 2001
- 『恢復期』書肆山田 2001
- 『小枝を持って』書肆山田 2002
- 『十二夜 闇と罪の王朝文学史』集英社 2003
- 『百人一首 恋する宮廷』中公新書 2003
- 『すらすら読める伊勢物語』講談社 2004
- 『起きあがる人』書肆山田 2004
- 『歌枕合』書肆山田 2005
- 『語らざる者をして語らしめよ』思潮社 2005
- 『未来者たちに』みすず書房 2005
- 『虚音集』不識書院 2006
- 『漢詩百首 日本語を豊かに』中公新書 2007
- 『遊ぶ日本－神あそぶゆえ人あそぶ』集英社 2008
- 『永遠まで』思潮社 2009
- 『百枕』書肆山田 2010
- 『季語百話』中公新書 2011、巻末に川瀬敏郎との対談
- 『詩心二千年』岩波書店 2011
- 『何処へ』書肆山田 2011
- 『和音羅読　詩人が読むラテン文学』幻戯書房 2013、新装版2016
- 『歳時記百話』中公新書 2013
- 『高橋睦郎歌集 待たな終末』短歌研究社 2014
- 『続続・高橋睦郎詩集』思潮社〈現代詩文庫〉 2015
- 『句集　十年』角川書店 2016
- 『在りし、在らまほかりし三島由紀夫』平凡社 2016
- 『詩人が読む古典ギリシア　和訓欧心』みすず書房 2017
- 『つい昨日のこと　私のギリシア』思潮社 2018
- 『季語練習帖』書肆山田 2019
- 『深きより　二十七の聲』思潮社 2020
- 『歌集　狂はば如何に』角川書店 2022
- 『花や鳥』ふらんす堂 2024

### 翻訳（再構成）
- 『オデュッセイア物語』三省堂 1981 (古典のおくりもの)
- 『イーリアス物語』三省堂 1981 (古典のおくりもの)
- エウリーピデース『王女メディア』小沢書店 1984、新版1998
- ソポクレース『オイディプス王』小沢書店 1986

### 作詞
沢田研二のアルバムへの作詞提供
- 『女たちよ』1983　「源氏物語」をモチーフとしたコンセプト・アルバムの全10曲を作詞